# Sergi Parés i Llagostera
Sergi Parés i Llagostera (Valls, 29 de març de 1969) és un exfutbolista català, que jugava com a migcampista.
Va formar part del planter de la UE Lleida que va aconseguir l'ascens a primera divisió la temporada 92/93. A la màxima divisió va jugar 19 partits i va marcar tres gols. L'estiu de 1994 va fitxar per l'Elx CF, per militar després a equips inferiors catalans.
L'any 2013 fou escollit secretari tècnic del CF Reus Deportiu.

## Clubs
- /1987 UE Valls
- 1987/90 Gimnàstic de Tarragona
- 1990/94 UE Lleida
- 1994/96 Elx CF
- 1996/99 Gimnàstic de Tarragona
- 1999/00 CF Balaguer